# 镶嵌十字纹方钺

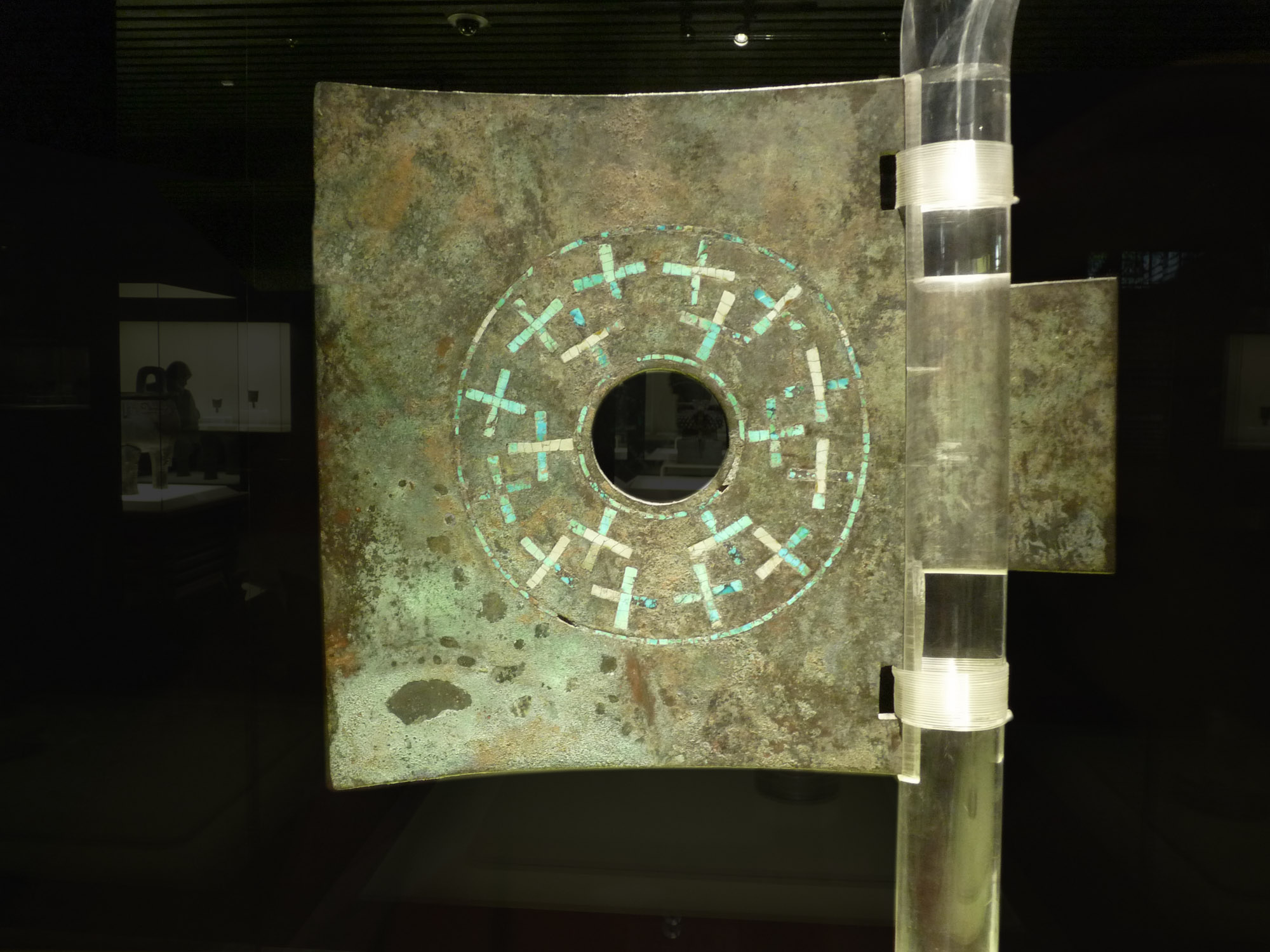
上海博物馆藏的镶嵌十字纹方钺

镶嵌十字纹方钺，为夏朝晚期的青铜器，钺为兵器或刑具。现藏于上海博物馆，为国家一级文物。

## 特点
上海博物馆馆藏一件镶嵌十字纹方钺，长35.6厘米，刃宽33.2厘米、厚9毫米，重5.16千克。其中心圆孔直径6.1厘米，周围环列两圈用绿松石嵌成的十字纹，采用平面镶嵌法。在夏朝晚期二里头遗址中发现过十字纹镶嵌方法。方钺刃部平口无锋，属于礼仪用器，象征君权。